# 야망의 25시
《야망의 25시》는 1983년 3월 28일부터 1983년 6월 14일까지 방영된 문화방송 월화드라마로, 청년 김수민을 주인공으로 한국경제의 전환기인 70년대를 슬기롭게 헤치고나가 대재벌로 성장하는 과정을 그린 기업 드라마이다.
이 드라마는 방송 6회만에 방송을 일시 중지하였는데, 방송사측은 더 좋은 작품 제작을 위해서라지만 기업의 압력 때문이라는 중론이었다. 결국 높은 시청률을 기록하며 인기리에 방영되었으나 외압으로 22회만에 조기종영했다.

## 등장 인물
- 길용우 : 김수민 역
- 박규채 : 김유장 역
- 최불암 : 재벌 총수 역
- 정욱 : 재벌 총수 역
- 조경환 : 재벌 총수 역
- 오지명
- 김용건
- 엄유신
- 김애경
- 이은정
- 김용선

## 편성 변경
- 1983년 4월 18일 ~ 4월 19일 : 외화 드라마 《게리슨 유격대》 방영으로 결방
- 1983년 5월 23일 ~ 5월 24일 : MBC 스포츠뉴스가 10분 연장하여 순연되어 밤 10시 20분부터 방영